# Guld och gröna skogar (sång)
Guld och gröna skogar är en sång skriven av Johan Bejerholm, Johan Deltinger, Elin Wrethov och Anderz Wrethov. Den framfördes av Hasse Andersson under Melodifestivalen 2015, där bidraget slutade på fjärde plats i finalen.
Låten har lyssnats på över 35 miljoner gånger på Spotify och är certifierad 4 gånger platina.
Sången har anklagats för att vara lik sången "Tanabata matsuri" (七夕祭り) från 2009 med det japanska pojkbandet Tegomass, en låt som har samma låtskrivare.
En komisk musikteaterpjäs med titeln Skuld och gröna skogar sattes upp 2019 med Andersson i huvudrollen.

## Listplaceringar
| Lista (2015) | Topplacering |
| ------------ | ------------ |
| Sverige      | 3            |